# Чайчина балка
Чайчина балка — ландшафтний заказник місцевого значення. Об'єкт розташований на території Кропивницького району Кіровоградської області.
Площа — 45,9 га, статус отриманий у 2011 році.